# Virginia Hall
Virginia Hall Goillot (n. 6 aprilie 1906 - d. 8 iulie 1982) a fost o spioană americană din perioada celui de-al Doilea Război Mondial, ce a activat din partea Special Operations Executive.
A activat sub numele de cod: "Marie Monin", "Germaine", "Diane", "Marie of Lyon", "Camille" și "Nicolas".
Germanii i-au dat numele "Artemis", iar Gestapo a considerat-o "cel mai periculos spion al Aliaților".
1. ↑  Autoritatea BnF, accesat în 10 octombrie 2015
2. 1 2 3 4 5 6 7 8 9 10 11 12 13  Notable Names Database, accesat în 28 mai 2021
3. 1 2  Library of Congress Name Authority File, accesat în 28 mai 2021
4. ↑  Virginia Hall, SNAC, accesat în 9 octombrie 2017
5. ↑  Virginia Hall, TracesOfWar
6. ↑  Autoritatea BnF, accesat în 28 mai 2021
7. ↑  , Defense Intelligence Agency[*] https://www.dia.mil/News/Articles/Article-View/Article/988284/faces-of-defense-intelligence-virginia-hall-the-limping-lady/ Lipsește sau este vid: |title= (ajutor)
8. ↑  Virginia Goillot Dead; Agent in World War II (în engleză), The New York Times, 14 iulie 1982
9. ↑   https://images.findagrave.com/photos/2006/154/14354228_114945581474.jpg, accesat în 28 mai 2021 Lipsește sau este vid: |title= (ajutor)
10. ↑  , Maryland State Archives[*] https://msa.maryland.gov/msa/educ/exhibits/womenshall/html/hall.html Lipsește sau este vid: |title= (ajutor)
11. 1 2  The sun, accesat în 28 mai 2021
12. 1 2 3 4 5  , Maryland State Archives[*] https://msa.maryland.gov/msa/educ/exhibits/womenshall/html/hall.html, accesat în 28 mai 2021 Lipsește sau este vid: |title= (ajutor)
13. ↑  Virginia Goillot Dead; Agent in World War II (în engleză), The New York Times, 14 iulie 1982
14. ↑  Autoritatea BnF, accesat în 10 octombrie 2015
15. ↑  Czech National Authority Database, accesat în 1 martie 2022
16. ↑   https://www.barnesvillemd.org/history, accesat în 28 mai 2021 Lipsește sau este vid: |title= (ajutor)
17. 1 2 3 4  , Defense Intelligence Agency[*] https://www.dia.mil/News/Articles/Article-View/Article/988284/faces-of-defense-intelligence-virginia-hall-the-limping-lady/, accesat în 28 mai 2021 Lipsește sau este vid: |title= (ajutor)
18. ↑  TracesOfWar, accesat în 28 mai 2021
19. ↑   https://msa.maryland.gov/msa/educ/exhibits/womenshall/html/whflist.html Lipsește sau este vid: |title= (ajutor)
20. ↑  Notable Names Database
21. ↑  Smithsonian